# Abanotubani

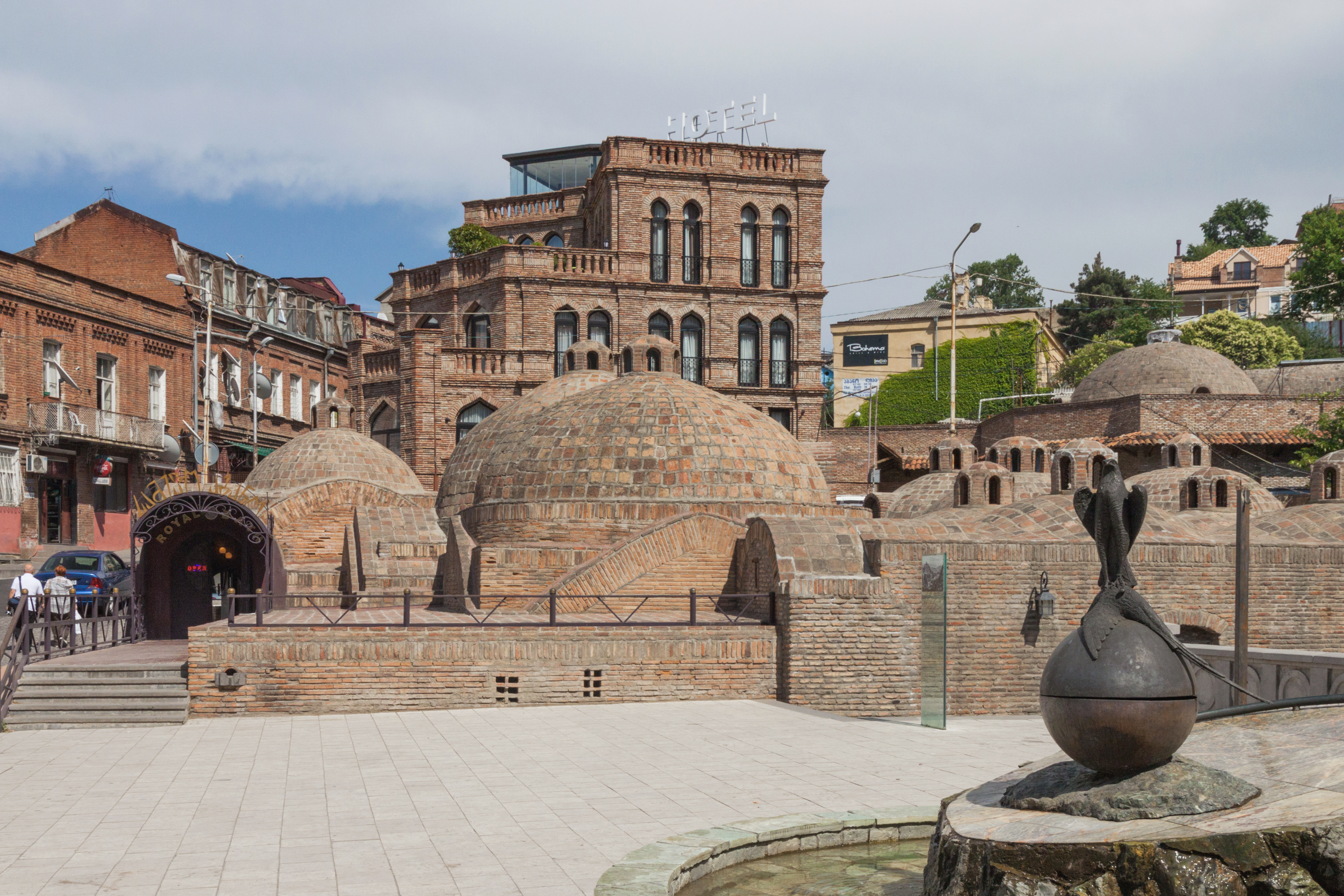
Markante Kuppeln im Bäderviertel von Tiflis

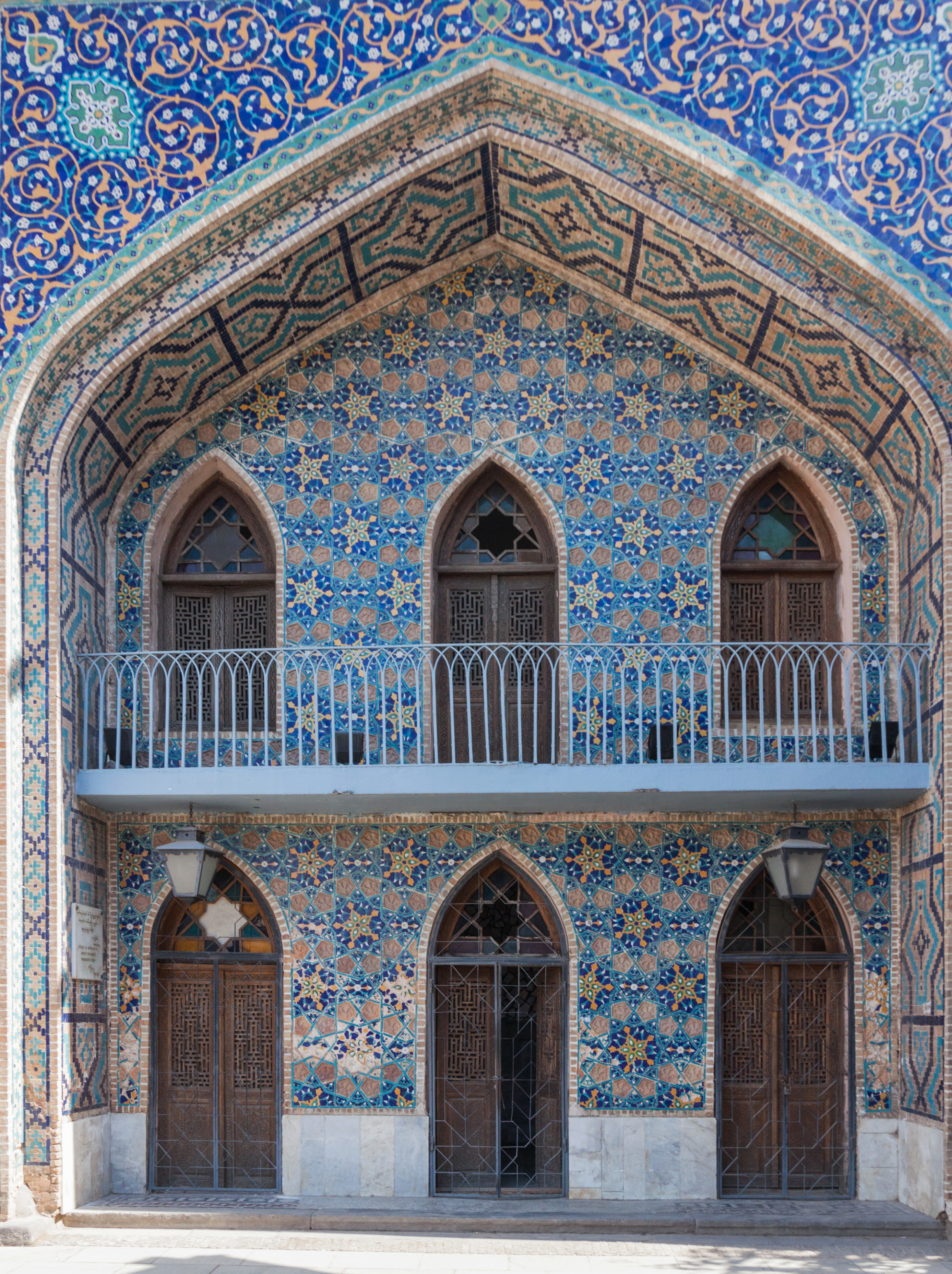
Das heutige Orbeliani-Bad, erbaut 1893

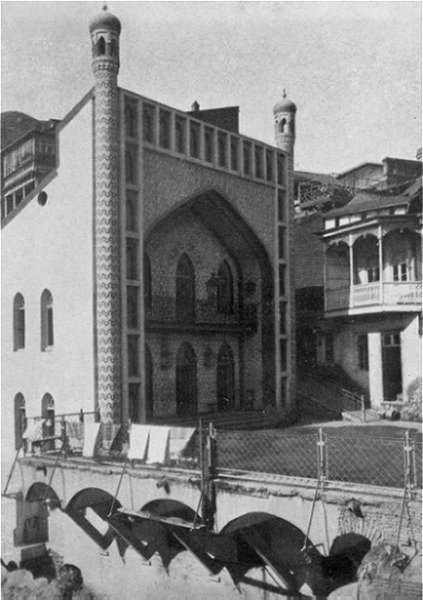
Das Orbeliani-Bad, Bild von 1911

Abanotubani (georgisch აბანოთუბანი; von abano „Bad“ und ubani „Bezirk“) ist das Bäderviertel in der Altstadt der georgischen Hauptstadt Tiflis.

## Lage
In der Achundow-Straße befindet sich das Bebutow-Bad neben einem öffentlichen Badehaus aus dem 18. Jahrhundert. Am rechten Ufer des Flusses Zawkissis-zkali befindet sich das Sumbati-Bad. Eines der bekanntesten Bäder ist das Königsbad (georgisch Samepo Abano), wo von acht Uhr morgens bis 1 Uhr nachts auch separate Badestuben gemietet werden können. Beliebt sind auch das 1893 erbaute Orbeliani-Bad (georgisch Orbelianis Abano) mit der Fassade einer persischen Madrasa, es wird daher auch Tschrelio albano (Buntes Bad) genannt. Das Irakli-Bad reicht bis dicht an die Festungsmauer heran, es ist zugleich das älteste Bad von Tiflis.

## Geschichte
Im 13. Jahrhundert gab es im Bäderviertel rund 65 Schwefelbäder. Die unter der Stadt liegenden heißen Schwefelquellen werden dort seit über 700 Jahren genutzt. Das Viertel ist zugleich Heimstätte vieler nicht-georgischer Volksgruppen, so erinnert das Sejdabad an eine aus Persien eingewanderte Gruppe der Sejiden, die sich im 17. Jahrhundert an den Schwefelquellen niederließen. Im 19. Jahrhundert wurde der Stadtteilname Kharpuchi geläufig.
Heute sind noch sieben oder acht Bäder in Benutzung. Die ältesten davon datieren aus der ersten Hälfte des 17. Jahrhunderts. Sie wurden im persischen Stil aus Backstein erbaut und haben halbkugelige Kuppeln. Die Baderäume liegen unterhalb des Erdbodens, erhalten Tageslicht aus den Kuppeln. Die Säle im Zentrum der Badehäuser waren als Repräsentationsbauten mit Marmor verkleidet. Oberhalb der Bassins befinden sich oft schmale Sitznischen und am Rand wurden Bänke aufgestellt. Die Bäder waren nicht nur ein Platz der Entspannung, sondern für die Stadtbewohner auch ein Platz für Neuigkeiten und Meinungsaustausch. Der  Dienstag und der Mittwoch war den Frauen vorbehalten, meist führten die Besucherinnen ihre neueste Garderobe vor. Die auch in Georgien bekannten Heiratsvermittlerinnen nutzten diese Gelegenheiten zur Brautschau.
Alexandre Dumas besuchte die Bäder im Jahr 1859, spürte dort ein starkes Gefühl von Freiheit und Wohlbefinden.
Nach der Unabhängigkeit Georgiens wurden viele Bäder privatisiert und die Badetradition nahm einen neuen Aufschwung.

## Beschreibung

Bad nach georgischer Art, 19. Jhd.

Zu einem Bad nach georgischer Art gehört eine eingehende Massage auf einer Steinplatte. Der Masseur bearbeitet Rücken, Arme und Beine, steht auf dem Rücken, läuft das Rückgrat hinauf und hinunter. Alte Haut entfernt er mit einem Handschuh aus Pferdehaar. Zwischen den Massagegängen wird geduscht und zum Schluss gibt es kräftige Warmwassergüsse aus Eimern.
Die Bäder werden von heißem, kohlensäurehaltigem Mineralwasser gespeist. Das Wasser hat eine Temperatur zwischen 37 °C und 47 °C. Es ist schwach mineralisiert (0,3–0,4 g/l), enthält Kohlenwasserstoff-, Schwefelwasserstoff-, Chlor- und Natriumionen, die besonders gut bei Knochenbeschwerden wie Osteoporose, neurologischen Störungen, urologischen Problemen und Hautkrankheiten wie Psoriasis oder Ekzemen wirken.

## Das Balneologische Institut
Seit den 1940er Jahren betreibt die Balneologischen Kurverwaltung Tiflis (georgisch Tbilisis Balneologiuri Kurorti) an der Gorgassalistraße ein Institut für Kurortwesen und Physiotherapie, ein Zentrum für Hydrotherapie und ein Schlammtherapiezentrum. Kurdirektor ist der Vater des georgischen Staatspräsidenten, Nikolo Saakaschwili. Eine Behandlung besteht aus 14 bis 16 Anwendungen unter Aufsicht eines Kurarztes, in denen die Patienten jeweils viertelstündige Bäder nehmen. Bereits nach fünf bis sechs Anwendungen soll eine Entlastung spürbar sein.